# Zignoëlla fallax
Zignoëlla fallax är en svampart som först beskrevs av Pier Andrea Saccardo, och fick sitt nu gällande namn av Pier Andrea Saccardo 1883. Enligt Catalogue of Life ingår Zignoëlla fallax i släktet Zignoëlla,  och familjen Chaetosphaeriaceae, men enligt Dyntaxa är tillhörigheten istället släktet Chaetosphaeria,  och familjen Chaetosphaeriaceae. Arten är reproducerande i Sverige. Inga underarter finns listade i Catalogue of Life.